# Algorytm Kernighana-Lina
Algorytm Kernighana-Lina – heurystyczny algorytm o złożoności obliczeniowej {\displaystyle O(n^{2}\log n)} rozwiązywania problemu podziału grafu na 2 równe części. Może pracować na grafach o dodatnich, jak i ujemnych wagach krawędzi.

## Opis
Niech {\displaystyle G(V,E)} będzie grafem, gdzie {\displaystyle V} to zbiór jego wierzchołków, a {\displaystyle E} zbiór krawędzi. Algorytm próbuje znaleźć podział {\displaystyle V} na dwa rozłączne, jednakowo liczne podzbiory {\displaystyle A} i {\displaystyle B} tak, by sumaryczna waga krawędzi między wierzchołkami z podzbioru {\displaystyle A} i {\displaystyle B,} oznaczona przez {\displaystyle T,} była jak najmniejsza.
Niech {\displaystyle I_{a}} będzie wewnętrznym kosztem {\displaystyle a}, czyli sumą kosztów wszystkich krawędzi między {\displaystyle a} i resztą wierzchołków z {\displaystyle A,} natomiast {\displaystyle E_{a}} zewnętrznym kosztem {\displaystyle a,} czyli sumą kosztów krawędzi między {\displaystyle a} i wierzchołkami z {\displaystyle B.}
Zdefiniujmy {\displaystyle D_{a}} jako:
{\displaystyle D_{a}=E_{a}-I_{a},}
czyli różnicę między zewnętrznym i wewnętrznym kosztem {\displaystyle a.} W momencie wymiany {\displaystyle a} i {\displaystyle b} zysk wyraża się wyrażeniem:
{\displaystyle T_{new}-T_{old}=D_{a}+D_{b}-2c_{a,b},}
gdzie {\displaystyle c_{a,b}} jest kosztem krawędzi między {\displaystyle a} i {\displaystyle b.}
Algorytm stara się znaleźć najkorzystniejszą sekwencję wymian wierzchołków między {\displaystyle A} i {\displaystyle B} przez maksymalizację funkcji celu określonej jako:
{\displaystyle T_{new}-T_{old}.}
Należy pamiętać, że po wyborze optymalnych wierzchołków następuje ich zamiana, ale w kolejnej iteracji są one nie ruszane – rozpatruje się {\displaystyle n/2-1} wierzchołków w każdym z podzbiorów, i tak dalej, aż nie pozostanie więcej wierzchołków do rozpatrzenia.
Co więcej, gdy wszystkie zyski z zamian w danej iteracji będą ujemne (zamiana zwiększy sumę krawędzi łączących podgrafy), to algorytm działa dalej, gdyż być może kolejne zamiany okażą się lepsze.

## Pseudokod
```
 1  
function
 Kernighan-Lin(
G(V,E)
):
 2      determine a balanced initial partition of the nodes into sets A and B
 3      
do

 2         A1 := A; B1 := B
 4         compute D values for all a in A1 and b in B1
 5         
for (i := 1 to |V|/2)

 6          find a[i] from A1 and b[i] from B1, such that g[i] = 
D[a[i]] + D[b[i]]
 - 2*c[a][b] is maximal
 7          move a[i] to B1 and b[i] to A1
 8          remove a[i] and b[i] from further consideration in this pass
 9          update D values for the elements of A1 = A1 / a[i] and B1 = B1 / b[i]
 10        
end for

 11        find k which maximizes g_max, the sum of g[1],...,g[k]
 12        
if (g_max > 0)
 
then

 13           Exchange a[1],a[2],...,a[k] with b[1],b[2],...,b[k]
 14     
until (g_max <= 0)

 15  
return G(V,E)
```